# Idioma licio
El licio era un idioma indoeuropeo, una de las lenguas anatolias, habladas durante la Edad del Hierro en la antigua región de Licia, en Anatolia, la actual Turquía. Es una lengua descendiente del luvita, que a su vez está emparentado con el hitita. Hacia el siglo I a. C. fue reemplazado por el griego. 

## Aspectos históricos, sociales y culturales

### Historia de la lengua

Territorio histórico de Licia.

El licio fue la lengua autóctona de la región histórica de Licia (griego Λυκία [lü'kia]), durante el I milenio a. C. y posiblemente antes. Durante el II milenio a. C. los textos cuneiformes hititas se referían a la región como el territorio de los Lukka, aunque sin evidencia textual directa no puede saberse si el licio o un antecesor del mismo ocupaba ya ese territorio.

### Uso y distribución

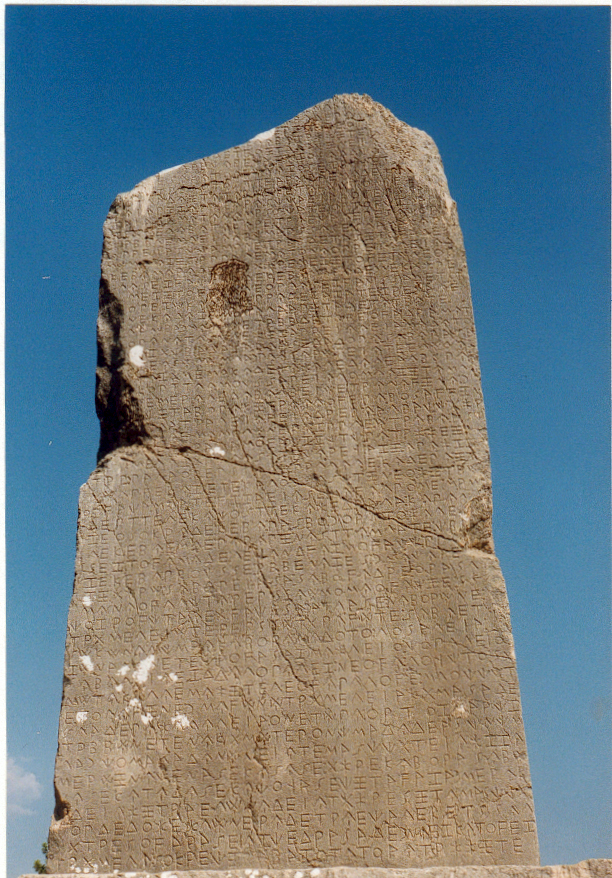
La Estela de Janto.

Existen unas 150 inscripciones epigráficas y unas 200 inscripciones monetales (muchas todavía inéditas), así como algunas inscripciones más sobre objetos. La gran mayoría de los textos conocidos son estelas funerarias, altamente formularias y repetitivas. Además existen algunos decretos administrativos generalmente en mal estado de conservación. La estela de Janto (Xanthos) y la inscripción trilingüe licio-griego-arameo de Létôon son dos textos importantes excepcionalmente conservados. Este último texto registra el inicio del culto a la diosa Leto por parte de los ciudadanos de Janto en un templo unas pocas millas al sur de la ciudad. Está formado por 41 líneas y su descubrimiento permitió un avance sustancial en la comprensión de la gramática del licio. Por el contrario, la estela de Janto sigue siendo de difícil comprensión ya que en ella aparece vocabulario muy específico relacionado con las hazañas militares y las infraestructuras construidas por una dinastía local.

### Dialectos y variantes
El licio se conoce a través de algunas inscripciones de cierta longitud, que se dividen en Licio A y B según su gramática. Este idioma tenía su propio alfabeto, que era muy parecido al alfabeto griego, pero incluía al menos un carácter tomado del alfabeto cario. 
Las inscripciones han permitido a los estudiosos identificar al menos dos dialectos: uno se considera el licio estándar (Licio A); el otro, encontrado en la cara D de la estela trilingüe de Letoon, se denomina milio (Licio B).

## Descripción lingüística

### Clasificación
El licio es claramente una lengua indoeuropea del grupo anatolio. Más concretamente el licio tiene características e innovaciones lingüísticas compartidas con el antiguo luvita. Se estima que el licio y el luvita forman una unidad filogenética válida dentro del anatolio. Algunos autores han postulado que el licio podría ser un descendiente del luvita, aunque no necesariamente del dialecto luvita directamente testimoniado en las inscripciones jeroglíficas y cuneiformes. Otros autores opinan que tanto el luvita testimoniado epigráficamente como el licio son descendientes de un proto-luvita descendiente del proto-anatolio.

### Fonología
Existen diversas incertidumbres referentes a la interpretación fonética de algunos signos del alfabeto frigio. Los valores fonéticos de algunos signos se han establecido a partir de transcripciones de nombres extranjeros y examinando los reflejos en licio de algunas raíces proto-anatolias y proto-indoeuropeas cuyo valor fonético se conoce de manera bastante aproximada. El siguiente inventario consonántico es el propuesto por H. G. Melchert para el licio A es:
|              | Bilabial | Dental | Alveolar | Palatal | Velar | Labiovelar | Glotal |
| ------------ | -------- | ------ | -------- | ------- | ----- | ---------- | ------ |
| Oclusiva     | p        | t      | t        | c       | k̟ k k̠ | kʷ         |        |
| Africada     |          |        | ʦ        |         |       |            |        |
| Fricativas   | β        | ð      |          |         | ɣ     |            |        |
| Fricativas   |          | θ      | s        |         |       |            | h      |
| Nasales      | m        | n      | n        |         |       |            |        |
| Aproximantes | w        | r, l   | r, l     | j       |       |            |        |

Los fonemas /c, θ, h/ sólo aparecen en licio A, nunca en licio B (milio), mientras que el fonema tentativamente denotado como /kʷ/ sólo aparece en nombres propios y en licio B, su ausencia en licio A podría indicar que habría evolucionado a otro sonido como /t, p, k/. Además debe tenerse en cuenta que:
- La interpretación de los grafemas <k, q, x> como las velares /k̟, k, k̠/ respectivamente, es tentativa en varios puntos. Para algunos autores <x> puede representar una fricativa [x] o [ħ].
- Todos los fonemas oclusivos /p, t, c, k̟, k, k̠/ poseerían alófonos sordos /p, t, c, k̟, k, k̠/ y sonoros /b, d, g̟, g, g̠/ condicionados por el contexto fonético. Los alófonos sonoros aparecerían tras consonante nasal o vocal nasal y los alófonos sordos en el resto de posiciones. Nótese por ejemplo que trqqñt- [tərkənd-] 'dios del trueno' aparece transcrito en griego como τροκονδος o τερκανδας.
- El grafema <τ> se corresponden con el proto-anatolio *kʷ se interpreta como fonema palatal /c/. En licio A, *kwi- evoluciona a ti- mientras que en licio B *kwi- evoluciona a ki-. Debido a que ante las otras vocales parece existir tanto delabialización como frontalización, se conejtura que dicho fonema pueda ser una oclusiva palatal.

En cuanto a las vocales puede asegurarse la existencia segura de /i, u, e, a, ã, ẽ/ distinguidas todas ellas en la grafía, además se conjetura que muy probable existían /ĩ, ũ/ aunque en este último caso no se diferencian en la grafía de las correspondientes no nasalizadas, la evidencia para presuponer que existían fonemas nasalizados de las vocales cerradas procede de la transcripción de nombres griegos, así Ιμβρος aparece en licio como Ipre-, que sería la grafía aproximada de /ĩbre-/.